# Cejpomyces globosisporus
Cejpomyces globosisporus är en svampart som beskrevs av Boidin & Gilles 1982. Cejpomyces globosisporus ingår i släktet Cejpomyces och familjen Ceratobasidiaceae.   Inga underarter finns listade i Catalogue of Life.